# Дубей Іван Омелянович
Іва́н Омеля́нович Дубе́й (нар. 20 січня 1988 — 7 грудня 2017) — старший солдат Збройних сил України, учасник російсько-української війни.

## Життєпис
Народився 1988 року в селі Ворона (Коломийський район, Івано-Франківська область). Навчався у місцевій школі, грав за сільську футбольну команду. Пройшов строкову службу в десантних військах. У цивільному житті працював у службі охорони, їздив на заробітки.
Мобілізований, відслужив рік у зоні боїв, ще через пів року — 16 березня 2016 року підписав контракт; старший солдат, номер обслуги ДШКМ, навідник. По тому призначений командиром БМП-1 8-го батальйону «Поділля», кулеметник. 12 травня 2016-го повернувся на фронт — у Мар'їнку.
3 грудня 2017 року поблизу села Новозванівка зазнав поранення в голову, несумісного з життям — під час обстрілу побіг по боєприпаси. Куля снайпера влучила в лоб і зупинилася біля потилиці. Перебував у реанімації у важкому стані, на апараті штучного дихання — в лікарні ім. Мечникова міста Дніпро. Помер 7 грудня непритомним.
10 грудня 2017 року похований у селі Ворона.
Без Івана лишились батьки й молодший брат.

## Нагороди та вшанування
- Указом Президента України № 189/2018 від 27 червня 2018 року «за особисту мужність і самовіддані дії, виявлені у захисті державного суверенітету та територіальної цілісності України, зразкового виконання військового обов'язку» — нагороджений орденом «За мужність» III ступеня[1].
- На фасаді загальноосвітньої школи села Ворона відкрито меморіальну дошку Івану Дубею.
- Вшановується в меморіальному комплексі «Зала пам'яті», в щоденному ранковому церемоніалі 7 грудня[2][3].